# Henrik Sørensen
Henrik Sørensen (12 de febrero de 1882 – 24 de febrero de 1962) fue un pintor noruego.

## Datos familiares
Sørensen nació en Fryksände, en Suecia, en 1882. Era hijo de Severin Sørensen y Helene Høibraaten, y casó con Gudrun Klewe, con quien tuvo a su hijo, el médico Sven Oluf Sørensen.

## Carrera como pintor
Sørensen estudió pintura en la Academia Nacional Noruega de Artes y Oficios, en Cristianía en 1904 y entre 1906 y 1908. Estudió con Kristian Zahrtmann en Copenhague desde 1904 a 1905, y quedó fascinado con impresionistas franceses mientras estudiaba en la Académie Colarossi de París en el otoño de 1905. También estudió pintura con Henri Matisse en París entre 1908 y 1910.
El pintor se dio a conocer con el cuadro Svartbækken (1908). Su obra Varietéartist (1910) inspiró grandes titulares y fue comprada por un pintor y coleccionista sueco, el príncipe sueco Eugenio Napoleón de Suecia. Está representado en la Galería Nacional de Noruega con varias pinturas, y también está presente en diversos museos escandinavos. Asimismo, participó en la decoración del Ayuntamiento de Oslo.
También ha ilustrado libros de autores contemporáneos como Jørgen Moe, Bjørnstjerne Bjørnson, Ragnhild Jølsen y Aasmund Olavsson Vinje, y ha realizado retratos de los escritores Ingeborg Refling Hagen (1932) y Sigurd Christiansen (1936). Un cuadro de Sørensen fue utilizado en los billetes de diez coronas noruegos entre 1954 y 1973. Igualmente es autor de los retablos de la catedral de Linköping y de la de Hamar.
Durante la Segunda Guerra Mundial fue detenido y llevado al campo de concentración de Grini durante una semana, entre enero y febrero de 1945.

## Legado
En 1968, en la localidad de Lillestrøm, se levantó un monumento en honor a Sørensen, realizado por el escultor Ragnhild Butenschøn. Las galerías de arte de Holmsbu y Vinje cuentan con numerosas obras de Sørensen. No en vano, ambas localidades noruegas fueron retratadas en multitud de ocasiones por el artista.